# حلق‌کنی
آلت در حلق یا آمیزش دهانی ته‌گلویی یا دیپ تِرُوت (به انگلیسی: Deep-throating) به آمیزش جنسی دهانی گفته می‌شود که در حین آن، آلت مردی شق شده خود را ابتدا به حفره دهانی شریک جنسی خود وارد کرده سپس سرنره را در حلق او فرومی‌کند. باید در این پوزیشن، تمام آلت تناسلی مرد در حلق زن باشد. این عمل به علت تنگ بودن قسمت انتهای حلق برای مرد لذت بخش است.

## محدودیت

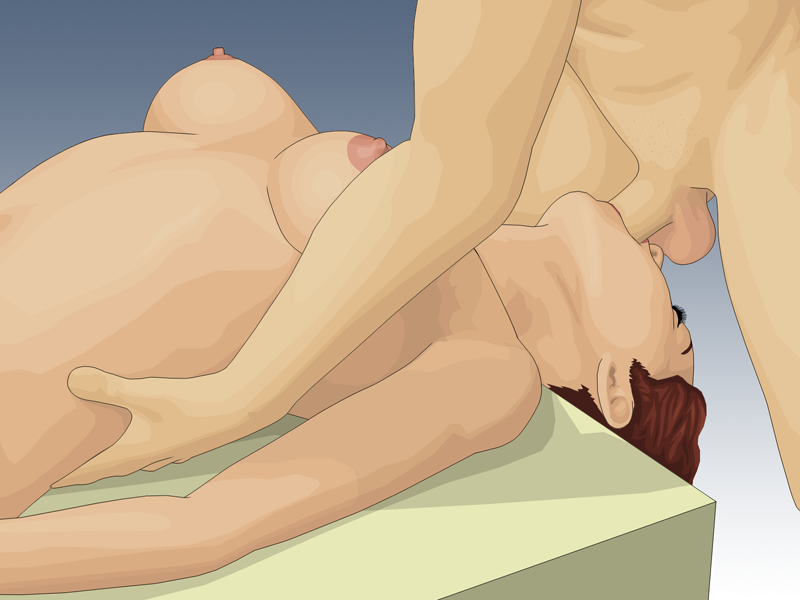
انجام دیپ‌ثروت به حالت خوابیده

اکثر مردان قادر به انجام این کنش جنسی هستند، اما اشخاصی که آلت مردانه کوتاهی داشته باشند، قادر به انجامش نخواهند بود زیرا برای انجام این حرکت سرنره باید به حلق شریک جنسی برسد.
همچنین به علت وجود رفلکس حلقی، انجام این حرکت برای اشخاصِ بدون تجربه، ساده نیست.

## تخلیه منی در حلق
یکی از گرایش‌های مردان در رابطه حلقی، نگهداشتن آلت در حلق در زمان انزال و تخلیه منی در حلق شریک جنسی است.  به این عمل ثروت پای (Throatpie) گفته می شود و به علت تنگ بودن انتهای حلق برای مردان لذت بخش است.